# Simplon (Fahrradhersteller)
Simplon ist ein 1961 gegründeter österreichischer Fahrradhersteller mit Sitz in Hard am Bodensee.

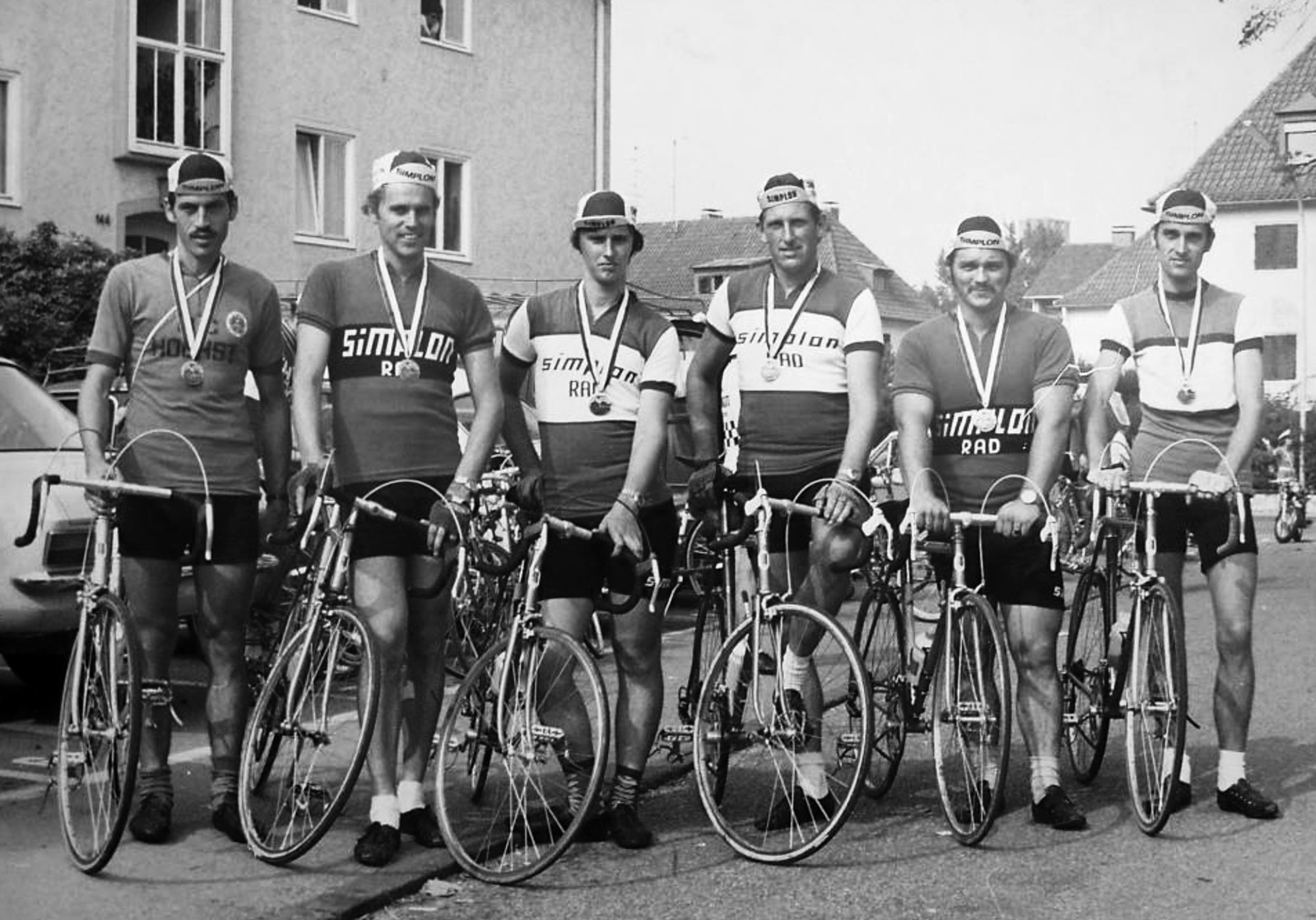
Ehemaliges SIMPLON Rennteam (mit Heinz Hämmerle 2. v. l.)

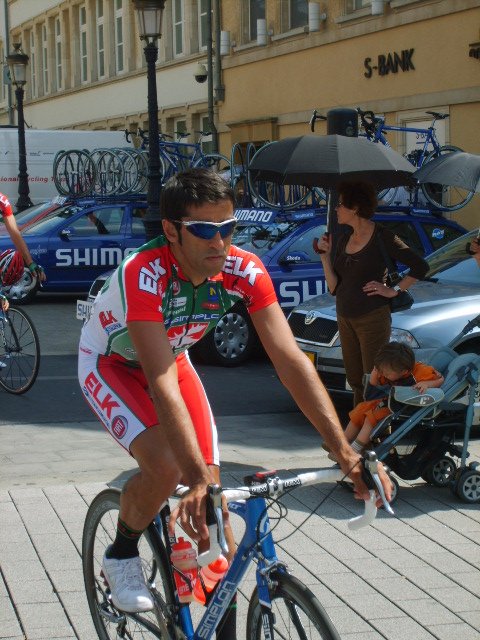
Der Deutsche Marc Weisshaupt auf einem Simplon Pavo-Rennrad (2006)

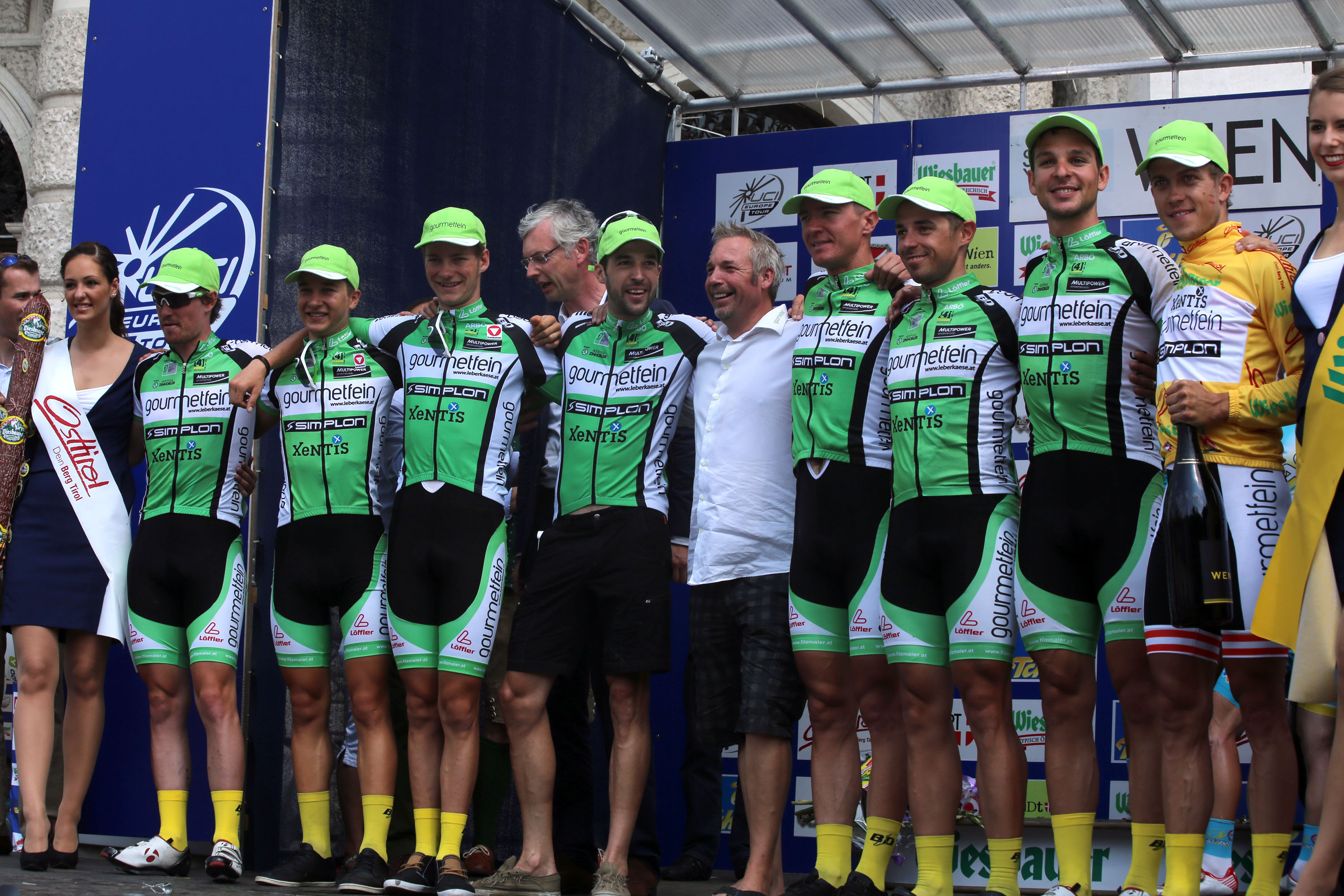
Team Felbermayr Simplon Wels bei der Österreich-Rundfahrt 2013

## Geschichte
1930 eröffnete Josef Hämmerle ein Fahrradgeschäft in der österreichischen Bodenseegemeinde Hard. In den 1950er Jahren waren Fahrräder „Made in Switzerland“ gefragt. Sein Unternehmen benannte Hämmerle nach dem Schweizer Alpenpass Simplon, um durch die Namensgebung dem Qualitätsanspruch auf schweizerischem Niveau zu begegnen und die Firmengründung unter dem Namen „Simplon“ war 1961.
In den 1970ern wurden bei Simplon erste Rennradmodelle entwickelt, welche dann von verschiedenen Zulieferern gefertigt wurden. 1981 gewann Gerhard Zadrobilek auf einem Simplon-Rad als 19-Jähriger und bis heute jüngster Sieger die Österreich-Rundfahrt. 1983 wurde in Hard ein neues Firmengebäude für die Produktion, Montage und als Lager errichtet. In den späten 1980ern nahm Simplon die ersten Mountainbike-Modelle in seine Produktpalette auf. Der Sohn des Firmengründers, Andreas Hämmerle (1962–2018), ehemals im Radsport aktiv, brachte Konzepte und Ideen dieser neuen Fahrrad-Generation aus den USA mit nach Hard und unterstützte die Schaffung der neuen Modelle bei Simplon. Mit dem Beitritt Österreichs in die EU begann Simplon den Export nach Deutschland und in die Schweiz.
2008 übernahm Christian Hämmerle die Geschäftsführung von seinem Vater Heinz, der seit 1963 im Unternehmen war und für den kaufmännischen Bereich sowie nachfolgend für die strategische Entwicklung verantwortlich gewesen war. Simplon fertigte im Jahr 2008 etwa 16.000 Fahrräder und war bis zu dessen Auflösung 2009 offizieller Sponsor des österreichischen Profi-Radsportteams Elk Haus-Simplon. Seit der Saison 2009 ist Simplon Sponsor des österreichischen Straßenrennteams Team Felbermayr Simplon Wels.
Im Mountainbike-Sport sind die Fahrer des deutschen Teams Texpa Simplon auf den Simplon-Modellen Razorblade und Cirex unterwegs. Seit der Saison 2011 startet das deutsche Pro-Continental-Radteam Team NetApp mit 17 Fahrern aus neun Nationen mit Simplon Pavo-Straßenrädern und MR.T-Zeitfahrmaschinen. Auch im Triathlon sind Simplon-Räder häufig bei Langdistanzrennen zu sehen.
2014 übernahm die deutsche Sparkasse Hannover Gruppe als strategischer Partner 55 % der Anteile an Simplon. 2015 trat Stefan Vollbach dem Unternehmen als Geschäftsführer bei. Nach Andreas Hämmerle im Sommer 2015 schied 2017 auch Christian Hämmerle aus persönlichen Gründen als Geschäftsführer der operativ tätigen Simplon Fahrrad GmbH aus und Vollbach übernahm im Oktober 2017 die alleinige Geschäftsführung. Seit Juni 2023 leitet Jakob Luksch das Geschäft.
2017 wurden die Hallen am Stammsitz um rund 300 m² erweitert und seit 2017 wird auch der britische Markt beliefert.
Die Simplon Holding setzte im Geschäftsjahr 2022/2023 rund 57,4 Millionen Euro um; der Verlust nach Steuern betrug zwölf Millionen Euro. Nach Angaben der Unternehmensleitung beliefen sich die Verbindlichkeiten am 24. September 2024 auf 44,5 Millionen Euro. Simplon beantragte am selben Tag ein Sanierungsverfahren mit Eigenverwaltung. Das Unternehmen strebt an, in zwei Jahren 30 Prozent der Schulden zu tilgen. Als Gründe für die negative Entwicklung nannte Simplon den intensiven Wettbewerb und den hohen Preisdruck im Fahrradgeschäft.
Seit dem Frühjahr 2024 seien branchenweit die Stückzahlen an verkauften Fahrrädern um rund 30 Prozent zurückgefallen, auch wegen des wetterbedingt extrem späten Saisonstarts. Die Zahlungsfähigkeit sei laut Geschäftsführer Jakob Luksch gesichert und man sei auch „in sehr guten Gesprächen“ mit potenziellen Investoren.
Im Dezember 2024 wurde der gebürtige Salzburger Christoph Mannel als neuer Geschäftsführer und Miteigentümer verlautbart.

## Standorte
Zum Unternehmen gehören neben dem Stammsitz im österreichischen Hard am Bodensee die Tochtergesellschaften Simplon Deutschland GmbH in Singen sowie in der Schweiz die Individual Bikes GmbH, Herisau.

## Produkte
Hergestellt werden Mountainbikes, Rennräder,  Crossräder, Trekkingräder, Balloonbikes, Komforträder sowie E-Bikes.

## Auszeichnungen
Auswahl an Auszeichnungen für verschiedene Produkte:
- 2005: Eurobike Award Gold für Simplon NANOLIGHT
- 2005: Eurobike Award für Simplon GRAVITY
- 2005: Red Dot Design Award für Simplon PRIDE
- 2007: Eurobike Award Silver für Simplon RAZORBLADE
- 2009: iF Product Design Award für Simplon MR.T
- 2009: Eurobike Award für Simplon SERUM
- 2010: iF Product Design Award für Simplon SERUM
- 2010: Eurobike Award für Simplon SILKcarbon
- 2010: Designpreis Deutschland für Simplon SERUM
- 2010: Tour Meilenstein Award für Simplon SERUM
- 2010: Designpreis Deutschland für Simplon MR.T
- 2010: Red Dot Design Award für Simplon SERUM
- 2011: iF Product Design Award für Simplon SILKcarbon M2
- 2012: Designpreis Deutschland für Simplon SILKcarbon M2
- 2012: iF Product Design Award für Simplon KIARO
- 2012: Red Dot Designpreis für Simplon RAZORBLADE 29
- 2013: Nominee German Design Award Simplon KIARO
- 2013: iF Product Design Award für Simplon NEXIO-Rahmenset
- 2014: German Design Award für Simplon NEXIO (Special Mention) und Simplon RAZORBLADE 29
- 2015: Red Dot Designpreis für Simplon SENGO 275
- 2015: iF Product Design Award für Simplon SENGO 275
- 2017: Red Dot Designpreis für Simplon CHENOA HS
- 2018: Red Dot Designpreis für Simplon PRIDE und Simplon Silkcarbon Neodrives